# Ви Тан
Ви Тан (виј. Vị Thanh) је град у Вијетнаму у покрајини Hậu Giang. Према резултатима пописа 2009. у граду је живело 72.328 становника.